# 馬灣高架道路

紅色標記為馬灣高架道路

馬灣高架道路（英語：Ma Wan Viaduct）是香港連接大嶼山至青衣島的青嶼幹線的一部份，屬青馬管制區範圍，橫跨馬灣連接青馬大橋及汲水門大橋並設有馬灣路出入口接駁區內道路，全長503米，上層為六線雙程分隔高速公路，有蓋下層為兩條機場鐵路路軌及兩線單線緊急行車路，管制區人員獲授權執行《青馬管制區條例》。1997年5月22日通車，是香港機場核心計劃中的重要道路工程之一。

## 問題
馬灣高架道路雖然其中一端連接汲水門大橋，但由於上層的行車方向設計問題，在正常下亦只能直通青馬大橋，不能直接往返馬灣，因此所有由馬灣前往大嶼山的車輛必須繞經青馬大橋並在青衣西北交匯處折返。

## 外部連結
- 香港機場核心計劃 （页面存档备份，存于）

| 论 编 | 青馬管制區 |  |
| |            |  |
| 3號幹線：青朗公路（只限汀九橋部分） - 青衣西北交匯處 - 長青公路 - 長青隧道 - 青葵公路 8號幹線：北大嶼山公路（只限欣澳以東部分）- 青嶼幹線（包括汲水門大橋、馬灣高架道路、青馬大橋） 其他道路：馬灣路、青衣北岸公路 |            |  |

| 论 编 | 香港8號幹線 |  |
| |             |  |
| 青沙公路（包括南灣隧道、昂船洲大橋、尖山隧道、沙田嶺隧道及大圍隧道） – 長青公路 – 青衣西北交匯處 – 青嶼幹線（包括汲水門大橋、馬灣高架道路、青馬大橋） – 北大嶼山公路 |             |  |
| |             |  |